# Love Bomb!
Love Bomb!（ラヴ・ボム!）は、1995年9月21日に発売されたMelodyのファーストアルバム。

## 概要
デビューから約2年の歳月を経て発表されたMelodyのファーストアルバム。ポニーキャニオン移籍後のシングル3曲に加え、メンバーのソロ曲も収録した全7曲入りとなっている。
尚、本作はMelodyにとって唯一のオリジナル・アルバムとなっている。

## 収録楽曲
1. 運命'95（作詞：森若香織、作曲：黒沢健一、編曲：新川博）
2. Knock Me ～あなたを越えたい～（作詞：黒部真弓、作曲：尾関昌也、編曲：鈴木雅也） - 望月まゆソロ曲
3. 世界中の微笑み集めてもかなわない（作詞：天野滋、作曲：日置達、編曲：鈴木雅也）
4. ねぇ、ダーリン!（作詞：天野滋、作曲：阪田友美、編曲：鈴木雅也） - 田中有紀美ソロ曲
5. Your Song（作詞：黒部真弓、作曲：阪田友美、編曲：鈴木雅也） - 若杉南ソロ曲
6. 少し自惚れて（作詞：黒部真弓、作曲：松本俊明、編曲：鈴木雅也）
7. 季節だけ変わる（作詞：天野滋、作曲：野下俊哉、編曲：新川博）

## 参加ミュージシャン
- 新川博 - Keyboards&programming （#1, 7）
- 鈴木雅也 - Keyboards&programming （#2 - #6）
- HISASHI - E.Guitars （#2 - #6）
- 松原正樹 - E.Guitars （#7）
- 西川光子 - Chorus （#2, 4, 5）
- 広谷順子 - Chorus （#7）
- 河合夕子 - Chorus （#7）
- 菅井えり - Chorus （#7）
- 平賀和人 - Chorus Arrangement （全曲）

## カタログ
CD：PCCA-00800